# 西丝儿
西丝儿·凱嘉波（挪威語：Sissel Kyrkjebø，1969年6月24日—），挪威女高音歌手。8歲時進入合唱團，
1985年，CD專輯“Ciselle” 上首次亮相，成為全國流行歌手。
1994年冬季奧林匹克運動會的主題曲 " Fire in your Heart " 以及開幕式與閉幕都由她演唱。
2000年11月，發表第一張個人專輯《All Good Things》。
2007年12月6日获得美国格莱美音乐奖提名。
西丝儿被认为是顶尖的跨界女高音，从流行歌曲至民歌，到古典声乐和歌剧咏叹调。她拥有一个水晶般的嗓音和宽阔的音域。她主要用英语和挪威语演唱，并曾使用瑞典语、丹麦语、冰岛语、盖尔语, 法语、德语、意大利语、西班牙语、俄语、毛利语、法罗语、日语和拉丁语演唱。
《泰坦尼克号》插曲全部都是西絲兒所唱，專輯銷售高達2400萬張，只有電影主题曲一首《My Heart Will Go On》是席琳·狄翁所唱。
西丝儿1993年与美国籍丹麦裔喜剧演员兼歌手Eddie Skoller结婚，2004年他们离婚，育有2名女儿。於 2013年現任丈夫 Ernst Ravnaas 結婚。